# 蒲田キネマ
蒲田キネマ（かまたキネマ、1924年 - 1945年）は、かつて存在した映画館である。現在の東蒲田2丁目にあった。

## 歴史
- 1924年（大正13年）、蒲田旭館として開業。蒲田常設館、蒲田電機館に続く蒲田で三番目の映画館であった[1]。立地が悪く開館当時はガラ空きで、松竹や日活からはフィルムを廻してもらえなかったため東亜キネマやマキノ映画を安い値段（大人20銭、子供5銭）で見せていた。
- 1925年（大正14年）、蒲田キネマとなる[1]。近所の駄菓子屋などに割引券を配布して子供は3銭で見られるようにすると、数年ののちに客足が付くようになる。勧善懲悪の乱闘劇や冒険活劇ものを流し、昭和の初め頃には子供から大変な人気を得るようになった。当時の弁士には松井天声、西川英声、中川一波、沢田雪彦、古城旭城などがいた。
- 1931年（昭和6年）1月、大蔵貢の直営となるが、7月頃より従業員減給問題で大蔵チェーンの14館で労働争議が起こり、9月15日に蒲田キネマのみ解決をするも、大蔵貢の退陣後に高麗田興行部に経営が移る。
- 1940年（昭和15年）、鴨林浅次郎の経営となる。
- 1942年（昭和17年）、坂田最太郎の経営となる。その後、敵性語禁止により外国名のキネマを昭和館と変える[2]。1943年（昭和18年）の時点では、蒲田区東蒲田方面の映画館は当館と富士館、大勝館、蒲田映画劇場の計4館が存在していた[2]。
- 1945年（昭和20年）4月15日、城南大空襲により焼失した。

## その後
戦後、映画館は復活しなかったものの、映画館通りの商店街が東蒲田キネマ商店会となる。キネマ通りには「キネマ通り商店街」の看板が立ち、映画館があった名残をとどめている。現在はNPO法人ワップフィルムが映画のまちの再生を推進し、同館跡地辺りに映画製作の拠点、ミニシアターの役割を担うキネマフューチャーセンターを空き家をリノベーションし経営している。代表は映画監督の高橋和勧。

## 註
1. 1 2  内外映画事業調査研究所『日本映画事業総覧 第4囘（昭和5年版）』 国際映画通信社、1930年。
2. 1 2  日本映画協会『映画年鑑 昭和18年』日本映画協会、1943年。